# Gurs
Gurs település Franciaországban, Pyrénées-Atlantiques megyében. Lakosainak száma 418 fő (2022. január 1.). Gurs Dognen, L’Hôpital-Saint-Blaise, Jasses, Moncayolle-Larrory-Mendibieu, Préchacq-Josbaig és Sus községekkel határos.

## Népesség
A település népességének változása:
| Lakosok száma | 430  | 430  | 482  | 419  | 421  | 419  | 417  | 417  | 418  |
|               | 2013 | 2015 | 2016 | 2017 | 2018 | 2019 | 2020 | 2021 | 2022 |